# Esposizioni del Regno delle Due Sicilie
Le esposizioni del Regno delle Due Sicilie dette esposizioni borboniche  o Biennali borboniche sono manifestazioni annuali dal 1822 al 1827, poi biennali fino al 1842 e infine quinquennali.

## Esposizioni industriali
A Napoli, Re Ferdinando I delle Due Sicilie affidò all'Istituto di incoraggiamento l’organizzazione delle esposizioni industriali. Quest'istituzione svolgeva un ruolo simile a quello di un moderno ente fieristico. Sebbene il governo incoraggiasse la partecipazione, il tessuto produttivo locale si dimostrò spesso riluttante a esporre. Nel 1830 venne emanato un regolamento che minacciava la revoca dei privilegi per chi si rifiutava di partecipare. Solo gli espositori potevano aspirare ad ottenere privative industriali.

## Esposizioni artistiche
Le Biennali Borboniche sono state una serie di esposizioni d'arte che si sono tenute a Napoli a partire dal 1826, promosse dal re Francesco I di Borbone, con l'intento di sostenere e promuovere le arti figurative nella capitale delle Due Sicilie. La prima edizione si svolse il 4 ottobre, in concomitanza con l'onomastico del sovrano, e il ciclo di esposizioni continuò con cadenza biennale.
L'iniziativa mirava a incoraggiare gli artisti locali a confrontarsi e a migliorare le proprie capacità artistiche. Ciò avvenne anche attraverso l'istituto del Pensionato romano, che offriva opportunità di studio ai talenti più promettenti del Real Istituto di Belle Arti di Napoli. Grazie a queste biennali, gli artisti potevano ampliare il loro pubblico, interagire con le esigenze delle committenze reali e soddisfare i nuovi collezionisti borghesi.
Lo studio delle Biennali Borboniche consente di ricostruire il percorso della cultura figurativa napoletana del XIX secolo, rivelando le evoluzioni stilistiche e tematiche degli artisti partecipanti. La continuazione dell'iniziativa sotto il regno di Re Ferdinando II delle Due Sicilie (1830-1859) portò a un ulteriore sviluppo della manifestazione, che venne inaugurata il 30 maggio, giorno di San Ferdinando.
Le Biennali Borboniche contribuirono significativamente alla formazione della collezione borbonica, con opere di artisti come Vincenzo Petrocelli, Giuseppe Cammarano, Antonio Joli, Élisabeth Vigée Le Brun, Johan Christian Dahl, Vincenzo Abbati, Frans Vervloet, Tommaso De Vivo molte delle quali sono oggi esposte al Museo di Capodimonte. Queste esposizioni non solo hanno arricchito il patrimonio artistico della regione, ma hanno anche lasciato un'impronta duratura sulla cultura visiva di Napoli e sull'apprezzamento delle arti in generale.